# Hannes Clauss
Hannes Clauss (* 3. Juli 1949 in Würzburg) ist ein deutscher Jazzschlagzeuger und bildender Künstler.  

## Leben und Wirken
Von 1974 bis 1980 absolvierte Clauss ein Kunststudium an der Hochschule für Bildende Künste Braunschweig, wo er Meisterschüler von Roland Dörfler war. Während dieser Zeit war er Schlagzeuger der Gruppe „Summit“ und dem Joe Viera Sextett. Er war Gründungsmitglied der Band „Quartett&Brass“ (1979–1998), mit der er Konzerte in europäischen Ländern gab und LP- und CD-Produktionen einspielte. 1996 gründete er das „Hannes Clauss Quartett“ mit Claudio Punti, Werner Neumann und Thomas Biller. Diese Gruppe veröffentlichte vier CD-Produktionen und war zweimal mit dem Goethe-Institut auf Afrikatournee. Ebenso ist er Gründer des Freejazzquartetts „HCL Ensemble“, das die CD-Produktion „HCL 13“ vorlegte. Im Jahr 2014 gründete er zusammen mit Markus Markowski und Reinhart Hammerschmidt das Improvisationstrio MACH.
Im Jahr 2020 gründete er zusammen mit den jungen Musikern Bjarne Sitzmann, Christopher Olesch und Michi Haupt die Jazzformation SLOT, 2022 erweitert mit dem Posaunisten Erik Konertz.
Im Jahr 2021 wurde das Jazztrio CBM gegründet mit Raimund Moritz und Michael Haupt.
Clauss war außerdem Schlagzeuger im Oktett „Satiemental Journeys“ der französischen Bassistin Joëlle Léandre. Er trat mit dem Gitarristen Herb Ellis, dem Trompeter Woody Shaw, dem Saxophonisten Chico Freeman und mit Albert Mangelsdorff auf. 
Kulturpolitisch engagiert sich Clauss in der Musikerinitiative Oldenburg und dem Bund Bildender Künstler. Er war Initiator und Künstlerischer Leiter des Nord Jazz Festival Westerstede. Neben seiner musikalischen Tätigkeit ist Clauss auch als bildender Künstler tätig.

## Auszeichnungen
Mit Quartett & Brass 1980 Preisträger der Deutschen Phonoakademie. Sowohl „Quartett&Brass“ als auch das „Hannes Clauss Quartett“ wurden mehrfach Preisträger des Jazzpodiums Niedersachsen. 2006 wurde er vom niedersächsischen Minister für Wissenschaft und Kultur mit dem JazzIn-Preis des Landes Niedersachsen als herausragende Künstlerpersönlichkeit ausgezeichnet.

## Diskographie
- HCL-Ensemble & Silke Eberhard: Live,  itchy-dog-records 2023
- Slot, itchy-dog-records 2021
- Machwerk, itchy-dog-records 2017
- Kyrie, HCL-Quartett, itchy-dog-records 2014
- Hannes Clauss Quartett Meets Nairobi City Ensemble, Mood Records CD 6762, 2004
- HCL 13, Hybrid Records CD 19, 1998
- Dances, Acoustic Music 319.1161.2, 1998
- Walk, Acoustic Music 319.1074.2, 1994
- Serendipity, Hybrid HMP CD 7, 1994
- More Than Four, Core, 1990
- Culloo, Quartett & Brass, Core, 1989